# Ischnolea crinita
Ischnolea crinita là một loài bọ cánh cứng trong họ Cerambycidae.